# Hengist e Horsa
Hengist (ou Hengest) e Horsa (ou Hors) são figuras da lenda britânica, cujos registros falam de dois irmãos germânicos, que lideraram os exércitos dos Anglos, Saxões e Jutos para a conquista dos primeiros territórios na Inglaterra no século V. Hengist, que trouxe o seu filho (as fontes variam quanto a essa informação), é tradicionalmente listado como um dos fundadores do Reino de Kent.
Hengist e Horsa são encontrados na História Eclesiástica do Povo Inglês, escrito por Beda no século VIII; na Historia Brittonum, escrito por Nênio no século IX, e na Crônica Anglo-Saxônica compilada no final do século IX. Godofredo de Monmouth fala sobre os dois irmãos, em sua obra do século XII, na Historia Regum Britanniae. Eles também foram citados em outras obras posteriores.
De acordo com essas fontes, Hengist e Horsa chegaram à Grã-Bretanha como mercenários de Vortigerno, Rei dos Bretões. Esse evento é conhecido, tradicionalmente, como o início da invasão Anglo-Saxã na Grã-Bretanha. Não há unanimidade nas fontes se Hengist era pai ou avô de Oisc de Kent e Octa de Kent, que sucederam Hengist como rei de Kent. Na Historia Britonnum, Hengist possui uma filha chamada de Rowena, segundo a Historia Regum Britanniae, que seduziu Vortigerno e, eventualmente, levando a Noite das Longas Facas, quando os homens de Hengist massacram os bretões durante um acordo de paz. Enquanto as fontes mais antigas indicam que Horsa morreu na luta contra os bretões, não há detalhes sobre a morte de Hengist até a publicação da Historia Regum Britanniae. Na obra de Godofredo, Hengist foi decapitado por Eldol, duque bretão de Gloucester, e enterrado em um montículo funerário (não há a localização do local).
Um personagem com o nome de Hengest, que é identificado como líder dos bretões, aparece no Fragmento de Finnesburgo e Beowulf. No que é hoje o norte da Alemanha, decorações de cabeça de cavalo foram referidas à Hengist e Horsa até o final do século XIX. Outras decorações semelhantes, associadas à irmãos gêmeos, são encontrados em outros povos germânicos e outras culturas Indo-Europeias. Como resultado, alguns estudiosos associam Hengist e Horsa como uma origem mitólogica pan-germânica, que eles nomeiam como os gêmeos divinos e podem ser encontrados em várias crenças Indo-Europeias. J. R. R. Tolkien e outros estudiosos argumentaram que há base histórica para a existência de Hengist.

## Etimologia
Na língua inglesa antiga os nomes Hengest e Horsa, significam "garanhão" e "cavalo" respectivamente
A palavra original na língua inglesa antiga para cavalo é eoh. Eoh é derivado da palavra ekwo da língua protoindo-europeia, que deu origem a palavra do inglês moderno equine(eqüino) e equestrian(equestre). Hors é derivado da palavra kurs da língua protoindo-europeia, que também deu origem as palavras hurry (pressa), carry (carregar), harry, hurrah (viva) e current (circulante). Hors, eventualmente, foi substituído por eoh, adaptando um modelo da língua germânica onde os nomes originais de animais sagrados foram abandonados em favor de adjetivos. Enquanto a História Eclesiástica do Povo Inglês e a Crônica Anglo-Saxônica se referem ao irmão como Horsa, na Historia Brittonum seu nome é Hors. Isso sugere que Horsa pode ser hipocorístico e de um nome composto, cujo primeiro elemento era hors Os registro da genealogia real da Mércia mostram um ancestral chamado Eomaer (Cavalo Famoso). Eomaer pode ter sido uma forma mais "tosca" de Hengest e Horsa, mas seu nome usa a palavra eoh do antigo inglês.